# Čeplez
Čeplez je naselje v Občini Cerkno.